# Акуто
Акуто (итал. Acuto) је насеље у Италији у округу Фрозиноне, региону Лацио.
Према процени из 2011. у насељу је живело 1624 становника. Насеље се налази на надморској висини од 680 м.

## Становништво
Према резултатима пописа становништва 2011. у општини је живело 1.910 становника.
| 1931. | 1936. | 1951. | 1961. | 1971. | 1981. | 1991. | 2001. | 2011. |
| ----- | ----- | ----- | ----- | ----- | ----- | ----- | ----- | ----- |
| 2.589 | 2.493 | 2.104 | 1.886 | 1.780 | 1.763 | 1.826 | 1.857 | 1.910 |